# 토겐부르크
토겐부르크(독일어: Toggenburg)는 스위스의 지역이다. 이곳은 투어강의 상류 계곡과 그 주요 지류인 네커의 계곡에 해당한다. 2003년 1월 1일부터 토겐부르크는 장크트갈렌주의 선거구였다.

## 지리
계곡은 라인강과 투어강 사이의 유역에서 북서쪽 방향으로 내려가며 북동쪽은 젠티스(2,504m), 남서쪽은 쿠어피르텐(2,306m) 및 스페어(1,954m). 강의 발원지에서 빌까지 길이가 약 45km에 달하는 비옥한 계곡이다.
가장 높은 마을인 빌트하우스에는 1484년 스위스 종교개혁가 훌드리히 츠빙글리가 태어난 집이 여전히 전시되어 있다. 다른 마을로는 리히텐슈타이크, 키르히베르크 및 바트빌이 있다.

## 역사
토겐부르크, 특히 빌덴만리슬로흐 동굴에서 아펜첼 알프스 전체에 구석기 시대 무스테리안기 산업의 흔적이 있다.
상부 투어 계곡은 로마 시대에 라이티아 지방의 일부였으며, 중세 시대 초기에야 알레만어를 사용하는 정착민들이 도달했다. 이것은 상부 토겐부르크(슈타인의 상류)에 있는 로만슈 지명의 실질적인 기질에 의해 입증된다.
이 지역의 이름은 12세기부터 토겐부르크 지역의 일부를 다스렸던 토겐부르크 가문(키르히베르크 근처의 성의 이름을 따서 명명됨)에서 파생되었다. 투어 계곡 상부를 모두 포함하는 도메인. 토겐부르크(1436) 백작의 주요 혈통의 소멸은 구 취리히 전쟁 (1440~46)을 초래하여 궁극적으로 스위스 연방에서 일시적으로 취리히를 추방하는 결과를 초래했다. 결국, 토겐부르크는 1468년에 그것을 장크트갈의 수도원장에게 팔았던 라론의 영주(발레에 있음)에게 넘어갔다.
토겐부르크의 일부는 츠빙글리가 이끄는 스위스 종교개혁을 따랐고 계곡은 1530년에 독립을 선언했지만 1538년에 장크트갈 수도원장에게 다시 복종해야 했다. 그래서 토겐부르크는 스위스에서 천주교와 개신교가 공존하는 전통을 가진 몇 안되는 지역 중 하나가 되었다.
1707년에 토겐부르크는 리켄 고개를 가로지르는 도로를 건설하려는 수도원의 계획에 대한 반발로 다시 장크트갈의 독립을 선언했다. 이어진 1712년의 토겐부르크 전쟁은 가톨릭과 개신교 칸톤 사이에 세력 균형을 이루는 결과를 가져왔고, 궁극적으로 스위스가 연방국가로 탄생하게 되었다.
헬베티아 공화국에서 토겐부르크는 젠티스주와 린트주 사이에 분할되었다. 일부는 1803년에 장크트갈렌주의 일부로 재결합되었다.
쉬블리크, 소시지의 한 종류는 이 지역의 전통이다.

## 인구통계
토겐부르크 발크라이스의 인구는 46,954명이다(2020년 12월 31일 기준). 2000년 기준 외국인 인구는 독일 584명, 이탈리아 952명, 유고슬라비아 외 3,124명, 오스트리아 167명, 터키 1,137명, 타국 1,123명이다. 스위스 공용어(2000년 기준) 중 41,718명이 독일어, 107명이 프랑스어, 673명이 이탈리아어, 47명이 로만슈어를 사용한다.
2000년 현재 연령 분포는 다음과 같다. 6,296명(인구의 13.7%)이 0~9세이고 7,444명(16.2%)이 10~19세이다. 성인 인구 중 5,046명(인구의 11.0%)이 20~29세이다. 6,784명(14.8%)은 30~39세, 6,390명(13.9%)은 40~49세, 4,926명(10.7%)은 50~59세이다. 고령자 분포는 3,773명(인구의 8.26%)이 그리고 69세는 70~79세가 3,269명(7.1%), 80~89세가 1,652명(3.6%), 90~99세가 326명(0.7%)이 있었고, 100세 이상이 1명이 있었다.
2000년에는 4,967명(인구의 10.8%)이 개인 주택에 혼자 살고 있었다. 자녀가 없는 부부(기혼 또는 약혼)의 일부는 8,910명(또는 19.4%)이고, 자녀가 있는 부부의 일부는 27,097명(또는 59.0%)이었다. 한부모 가정에 거주하는 사람은 2,202명(4.8%)이었고, 부모 중 한 명 또는 양부모와 함께 사는 성인 자녀 318명, 친척으로 구성된 가구에 사는 사람 165명, 한부모 가정에 거주하는 사람 198명 혈연이 아닌 사람들로 구성된 가구와 시설에 수용되거나 다른 유형의 공동 주택에 거주하는 2,050명이 있었다.
지역 전체 인구 중 2000년 기준으로 11,393명(인구의 24.8%)이 초등 교육을 이수하고, 15,123명 (32.9%)이 중등교육을, 3,627명(7.9%)이 고등교육을 이수하였다. 학교에 다니지 않고 있으며, 2,291명(5.0%)은 학교에 다니지 않았다. 나머지는 이 질문에 대답하지 않았다.
2009년 10월 현재 평균 실업률은 2.9%이다.
2000년 인구조사에 따르면 21,238명(46.3%)이 로마 가톨릭 신자이고, 15,930명(34.7%)이 스위스 개혁 교회에 속해 있다. 나머지 인구 중 크리스찬 가톨릭 교회 신자는 29명(인구의 약 0.06%), 정교회 신자는 939명(인구의 약 2.05%)이며, 다른 기독교 교회에 속한 1,033명(인구의 약 2.25%)이다. 유대교인은 11명(인구의 약 0.02%)이고, 이슬람교인은 2,889명(인구의 약 6.29%)이다. 다른 교회에 속해 있는 개인은 245명(인구의 약 0.53%)(인구 조사에 등재되지 않음), 2,183명(또는 인구의 약 4.76%)이 교회에 속하지 않고, 불가지론 또는 무신론자이며, 1,410명(인구의 약 0.53%)이 있다. 또는 인구의 약 3.07%)가 질문에 대답하지 않았다.

## 지방 자치체
2013년 1월 1일부터 토겐부르크구는 12개의 지방 자치체로 구성되었다.
| 문장                   | 지자체                        | 인구 (2017년 12월 31일) | 면적 km2 | 해발 in m | SFOS number |
| ---------------------- | ----------------------------- | ----------------------- | -------- | --------- | ----------- |
| Bütschwil-Ganterschwil | Bütschwil-Ganterschwil        | 4,729                   | 21.83    | 610       | 3395        |
| Ebnat-Kappel           | Ebnat-Kappel                  | 5,012                   | 43.57    | 630       | 3352        |
| Hemberg                | Hemberg                       | 920                     | 20.15    | 935       | 3372        |
| Kirchberg              | Kirchberg                     | 9,016                   | 42.59    | 735       | 3392        |
| Lichtensteig           | Lichtensteig                  | 1,871                   | 2.82     | 625       | 3374        |
| Lütisburg              | 루티스버그                    | 1,565                   | 14.09    | 580       | 3393        |
| Mosnang                | 모낭                          | 2,884                   | 50.46    | 735       | 3394        |
| Neckertal              | 네커탈                        | 4,043                   | 49.03    | 660       | 3378        |
| Nesslau                | 네슬라우                      | 3,599                   | 92.7     | 759       | 3360        |
| Oberhelfenschwil       | 오버헬펜슈빌                  | 1,267                   | 12.68    | 805       | 3375        |
| Wattwil                | 바트빌                        | 8,713                   | 51.18    | 610       | 3379        |
| Wildhaus-Alt St.Johann | 와일드하우스-알트 세인트 요한 | 2,662                   | 87.53    | 895       | 3357        |
|                        | 토겐부르크                    | 46,281                  | 488.75   |           | 1727        |